# أورثو للأدوية
شركة أورثو للأدوية (بالإنجليزية: Ortho Pharmaceutical)‏ هي شركة أمريكية تأسست عام 1931، حاليا هي شركة تابعة لشركة جونسون آند جونسون، وتعد أول شركة تسوق مبيد نطاف هلامي، واسمه التجاري Ortho-Gynol.

## تاريخ الشركة
تأسست عام 1931، وفي عقد الأربعينات قدمت عازلا أنثويا على شكل نابض لولبي، كما ساهمت في تطوير لطاخة بابانيكولاو المستعملة في الكشف عن سرطان عنق الرحم.
قدمت في عام 1963 ثاني حبوب منع الحمل المركبة في الولايات المتحدة (Ortho-Novum 10 and Ortho-Novum 2, صنعتها سينتكس).
وفي عام 1964، سوقت لوالب رحمية هي Gynekoil وLippes Loop والتي استمر تسويقها في الولايات المتحدة حتى أواسط السبعينات والثمانينات (حسب الترتيب).
وفي عام 1968، سوقت أول غلوبولين مناعي Rho(D) لمنع انحلال الدم الوليدي الريسوسي.
وفي عام 1973، قدمت أورثو وسينتكس أول حبوب تحتوي على البروجيستوجين فقط.
وفي عام 1982، توفر أول مانع حمل فموي ثنائي الطور، وبعده بعامين توفر أول مانع حمل فموي ثلاثي الطور.
وفي عام 1989، رخصت إدارة الغذاء والدواء استعمال Ortho Cyclen والذي تحتوي على أول بروجستين جديد (نورجستيمات).
وفي عام 1992، تم توفير Ortho Tri-Cyclen في الولايات المتحدة، والذي يعد أول مانع حمل فموي يحصل على ترخيص استعمال ليس له علاقة بمنع الحمل في عام 1996، حيث يستعمل في علاج حب الشباب.
وفي عام 1993، اندمجت مع ماكنيل للأدوية لتكوين شركة أورثو-ماكنيل.

### في كندا
بدأت أعمال الشركة في كندا أول مرة عام 1941 في مدينة مونتريال، وكانت مكونة من 3 موظفين ودواء واحد. وكانت أول شركة تصنع مانع حمل في كندا. وانتقلت إلى تورنتو في عام 1944. بدأت الشركة بالنمو واستأجرت مرافق صناعية حتى بنت أول معمل خاص بها في عام 1955، واستمرت بالنمو.
وفي عام 1991، اندمجت أورثو للأدوية في كندا مع ماكنيل للأدوية في كندا، ثم اندمجت مع يانسن للأدوية في عام 1995 لتأسيس يانسن-أورثو.

## روابط خارجية
- Ortho-McNeil_Pharmaceutical